# Siedluchna
Siedluchna – osada leśna w Polsce położona w województwie kujawsko-pomorskim, w powiecie mogileńskim, w gminie Mogilno.
W latach 1975–1998 miejscowość położona była w województwie bydgoskim.